# 西方千春
西方　千春(にしかた　ちはる、1959年 - ）は、長野県下高井郡野沢温泉村出身の元スキージャンプ選手、指導者。

## プロフィール
長野県飯山高等学校を経て法政大学では1980年の全日本学生スキー選手権大会で二部ながら優勝、その後大学を中退して1981年に雪印乳業に入社。
1981/82シーズンのジャンプ週間に派遣され1981年12月30日のオーベルストドルフでスキージャンプ・ワールドカップにデビューしたが42位と振るわなかった。
1982年1月24日のサンダーベイでは13位に入りポイントを獲得、世界選手権では70m級22位、90m級46位だった。
1985年ノルディックスキー世界選手権では90m級19位、70m級31位、団体6位、1987年1月24日の宮の森でワールドカップ自己最高位の7位となった。
1988年からは雪印コーチ、1994年からは同監督を務めた。

## 国内での主な優勝
- 1980.01.17（木）第53回全日本学生スキー選手権大会二部優勝
- 1981.03.06（金）第12回田沢湖ジャンプ大会成年組優勝
- 1982.03.14（日）第17回雪印杯全日本ジャンプ旭川大会成年組優勝
- 1982.03.22（月）第17回倶知安町長杯全道ジャンプ大会成年組優勝
- 1982.12.18（土）’83デサントカップジャンプ大会成年組優勝
- 1984.02.09(木) 第4回NHK杯蔵王ジャンプ大会成年組優勝
- 1985.12.24(月) 第15回名寄ピヤシリジャンプ大会成年組優勝
- 1985.01.13(日) 第24回STVカップ国際スキージャンプ競技大会優勝
- 1985.02.02(土) 第12回HTBカップ国際スキージャンプ競技大会成年組優勝
- 1985.12.08(日) 第16回名寄ピヤシリジャンプ大会成年組優勝
- 1985.12.15(日) 第1回吉田杯ジャンプ大会成年組優勝
- 1986.01.12(日) 第27回雪印杯全日本ジャンプ大会成年組優勝
- 1987.02.22(日) 第42回国民体育大会冬季大会成年B優勝